# Begriffsgeschichte
Begriffsgeschichte bezeichnet einen Zweig der Geisteswissenschaft, besonders der Geschichts- und Kulturwissenschaften, der sich mit der historischen Semantik von Begriffen auseinandersetzt. Dabei werden die Herkunft und der Bedeutungswandel der Begriffe als eine entscheidende Grundlage unseres heutigen Kultur-, Begriffs- und Sprachverständnisses verstanden.

## Genese und Gegenwart

### Herkunft
Das Wort taucht zuerst in Hegels Vorlesungen über die Philosophie der Geschichte auf. Nicht geklärt ist, ob dieser Ausdruck von Hegel selbst geprägt wurde oder beim Verfassen der Vorlesungsnachschrift entstanden ist. Danach bezeichnete Hegel so einen Typ der so genannten „reflektierten Geschichte“, die als Geschichte der Kunst, des Rechts und der Religion in die Geschichte der Philosophie übergeht. Dieses Verständnis blieb ein Einzelfall und hat sich nicht durchgesetzt.

### Medien und Vertreter
Besonderen Auftrieb bekam die Begriffsgeschichte im 20. Jahrhundert durch die Herausgabe des Historischen Wörterbuchs der Philosophie, der Geschichtlichen Grundbegriffe und der Zeitschrift Archiv für Begriffsgeschichte. Die Begriffsgeschichte wird als Methodik in den Geisteswissenschaften interdisziplinär eingesetzt; so sind z. B. der Philosoph Joachim Ritter, der Historiker Reinhart Koselleck und der Soziologe Erich Rothacker bedeutende Vertreter dieser Disziplin. Auch Hans-Georg Gadamer hat seine Philosophische Hermeneutik im Rahmen des begriffsgeschichtlichen Paradigmas artikuliert. Die historische Semantik reagierte auf Vorwürfe an die traditionelle Ideengeschichte, historische Diskontinuitäten, soziale Kontexte und sprachliche Konstituenten allgemeiner „Ideen“ zu vernachlässigen.

### Kritik
Der Ansatz der Begriffsgeschichte wurde jedoch auch kritisch betrachtet, wie die unten stehenden Zitate belegen: Begriffe seien an und für sich nicht geschichtlich, und daher könne es keine Begriffsgeschichte geben (Frege); historische Betrachtungen seien kein Ersatz für inhaltliche Analyse (Röhl).

## Zitate
Søren Kierkegaard„Die Begriffe haben nämlich ebenso wie die Individuen ihre Geschichte und vermögen ebensowenig wie diese, der Gewalt der Zeit zu widerstehen.“
Gottlob Frege„Die geschichtliche Betrachtungsweise, die das Werden der Dinge zu belauschen und aus dem Werden ihr Wesen zu erkennen sucht, hat gewiss eine große Berechtigung; aber sie hat auch ihre Grenzen. Wenn in dem beständigen Flusse aller Dinge nichts Festes, Ewiges beharrte, würde die Erkennbarkeit der Welt aufhören und Alles in Verwirrung stürzen. Man denkt sich, wie es scheint, dass die Begriffe in der einzelnen Seele so entstehen, wie die Blätter an den Bäumen und meint ihr Wesen dadurch erkennen zu können, dass man ihrer Entstehung nachforscht und sie aus der Natur der menschlichen Seele psychologisch zu erklären sucht. Aber diese Auffassung zieht Alles ins Subjective und hebt, bis ans Ende verfolgt, die Wahrheit auf. Was man Geschichte nennt, ist wohl entweder eine Geschichte unserer Erkenntniss der Begriffe oder der Bedeutungen der Wörter.“
Hans Christian Röhl„Wo klare Begriffe fehlen, dient die Geschichte der Begriffe und Ideen als Ersatz.“